# Selecció occitana de futbol
La selecció de futbol d'Occitània  és el representant a nivell d'internacional d'Occitània, la qual és conformada pels territoris de França, Espanya i Itàlia on es parla occità. L'equip és gestionat per l'Associació de Futbol d'Occitània, fundada el 1901. En no ser un territori sobirà, no és reconeguda ni per la FIFA ni per la UEFA, per la qual cosa no pot participar en els tornejos que organitzen aquestes associacions. Occitània es va afiliar a la NF-Board el 25 de març de 2006, i va organitzar la primera Copa Mundial VIVA el novembre de 2006, torneig en el qual van acabar en la tercera posició.
L'entitat responsable de la selecció és l'Associació Occitana de Futbol (Associacion Occitana de Fotbòl en occità) (AOF), creada l'any 2004 amb l'objectiu de promoure la llengua i identitat occitana a través del futbol. L'actual president de l'AOF és Pèire Costa. Aquesta associació ha creat la selecció occitana de futbol, que ha jugat diversos partits amistosos.
Des que es va establir el 2004 ha jugat nombrosos partits amistosos contra equips com Txetxènia i Mònaco, i ha competit en 4 Copa Mundial VIVA. El 2009 hi va acabar sisena després va ser anul·lada la seva victòria en el partit pel cinquè lloc davant Gozo, i un any després va completar el seu millor rendiment de la història en la Copa Mundial VIVA quan van derrotar Dues Sicílies 2-0 i va acabar en 3r lloc. Els occitans van noquejat pels amfitrions del Kurdistan Iraquià en la fase de grups de la Copa Mundial VIVA 2012, i finalment va acabar 5à.
També van participar en la Copa del Món de Futbol ConIFA de 2014 a Ostersund, ciutat de  Lapònia a Suècia on foren invictes durant tota la competició, però perderen en quarts de final contra Poble Arameu. Van acabar en el 7è lloc després de vèncer Abkhàzia, que va guanyar la Copa del Món de Futbol ConIFA en 2016 a Abkhàzia.
Occitània també juguen l'Europeada, que està organitzat per la Unió Federalista de les Comunitats Ètniques Europees. A l'Europeada de 2008 Occitània va arribar als quarts de final, i fou eliminada per l'eventual guanyador del torneig Tirol del Sud. El occitans va tornar a arribar als quarts de final en el torneig de 2012 i van acabar en cinquè lloc. Finalment, van arribar a la final en el torneig de 2016 contra el Tirol del Sud de nou i van acabar segons després de perdre en la pròrroga de la final.

## Participació en torneigs

### Torneigs mundials
| Any                           | Volta             | Posició           | PJ                | G                 | E                 | P                 | GA                | GC                |
| Copa Mundial VIVA             | Copa Mundial VIVA | Copa Mundial VIVA | Copa Mundial VIVA | Copa Mundial VIVA | Copa Mundial VIVA | Copa Mundial VIVA | Copa Mundial VIVA | Copa Mundial VIVA |
| ----------------------------- | ----------------- | ----------------- | ----------------- | ----------------- | ----------------- | ----------------- | ----------------- | ----------------- |
| 2006                          | Tercer lloc       | 3r                | 2                 | 0                 | 0                 | 2                 | 2                 | 10                |
| 2008                          | No hi participà   |                   |                   |                   |                   |                   |                   |                   |
| 2009                          | Cinquena plaça    | 5è                | 3                 | 1                 | 0                 | 2                 | 2                 | 6                 |
| 2010                          | Tercer lloc       | 3r                | 4                 | 2                 | 0                 | 2                 | 9                 | 3                 |
| 2012                          | Cinquena Plaça    | 5è                | 4                 | 3                 | 0                 | 1                 | 16                | 4                 |
| Copa del Món de Futbol ConIFA |                   |                   |                   |                   |                   |                   |                   |                   |
| 2014                          | Setena plaça      | 7è                | 5                 | 2                 | 3                 | 0                 | 5                 | 3                 |
| Total                         | Total             | Total             | 18                | 8                 | 2                 | 7                 | 34                | 26                |

### Europeada
| Any            | Volta           | Posició | PJ | G  | E | P | GF | GC |
| -------------- | --------------- | ------- | -- | -- | - | - | -- | -- |
| Europeada 2008 | Quarts de final | 5è      | 4  | 2  | 0 | 2 | 8  | 5  |
| Europeada 2012 | Quarts de final | 5è      | 4  | 3  | 0 | 1 | 11 | 5  |
| Europeada 2016 | Final           | 2n      | 6  | 5  | 0 | 1 | 13 | 5  |
| Total          |                 |         | 14 | 10 | 0 | 4 | 32 | 15 |

## Resultats per partits
| Data                   | Torneig                                        |                        |                                   | Resultat   |
| ---------------------- | ---------------------------------------------- | ---------------------- | --------------------------------- | ---------- |
| 25 de juny de 2016     | Europeada 2016 – Tirol del Sud                 | Occitània              | Tirol del Sud                     | 1–2 a.e.t. |
| 24 de juny de 2016     | Europeada 2016 – Tirol del Sud                 | Occitània              | Croats de Sèrbia                  | 3–0        |
| 23 de juny de 2016     | Europeada 2016 – Tirol del Sud                 | Occitània              | Felvidek: Hongaresos d'Eslovàquia | 1–1 (4-2)  |
| 21 de juny de 2016     | Europeada 2016 – Tirol del Sud                 | Occitània              | Danesos d'Alemanya                | 1–1        |
| 20 de juny de 2016     | Europeada 2016 – Tirol del Sud                 | Occitània              | Eslovacs d'Hongria                | 4–1        |
| 19 de juny de 2016     | Europeada 2016 – Tirol del Sud                 | Occitània              | Aromanesos de Romania             | 4–1        |
| 30 de desembre de 2014 | Tolosa de Llenguadoc                           | Occitània              | Ellan Vannin                      | 5–1        |
| 7 de juny de 2014      | Copa del Món de Futbol ConIFA 2014 – Östersund | Abkhàzia               | Occitània                         | 0–1        |
| 5 de juny de 2014      | Copa del Món de Futbol ConIFA 2014 – Östersund | Kurdistan Iraquià      | Occitània                         | 2–2 (5–4)  |
| 4 de juny de 2014      | Copa del Món de Futbol ConIFA 2014 – Östersund | Poble Arameu           | Occitània                         | 0–0 (7–6)  |
| 3 de juny de 2014      | Copa del Món de Futbol ConIFA 2014 – Östersund | Lapònia                | Occitània                         | 0–1        |
| 1 de juny de 2014      | Copa del Món de Futbol ConIFA 2014 – Östersund | Abkhàzia               | Occitània                         | 1–1        |
| 28 de desembre de 2013 | Lugo                                           | Galícia                | Occitània                         | 1–7        |
| 7 de juliol de 2013    | Tynwald Hill Tournament - Illa de Man          | St Johns United A.F.C. | Occitània                         | 0–2        |
| 6 de juliol de 2013    | Tynwald Hill Tournament - Illa de Man          | Tamil Eelam            | Occitània                         | 0–5        |
| 5 de juliol de 2013    | Tynwald Hill Tournament - Illa de Man          | Occitània              | Sealand                           | 8–0        |
| 21 de juny de 2012     | Europeada 2012 – Lusàcia                       | Occitània              | Tirol del Sud                     | 0–3        |
| 19 de juny de 2012     | Europeada 2012 – Lusàcia                       | Occitània              | Danesos d'Alemanya                | 1–0        |
| 18 de juny de 2012     | Europeada 2012 – Lusàcia                       | Occitània              | Cimbris                           | 5–0        |
| 17 de juny de 2012     | Europeada 2012 – Lusàcia                       | Occitània              | Gal·les                           | 5–2        |
| 9 de juny de 2012      | Copa Mundial VIVA 2012 – Kurdistan             | Occitània              | Sàhara Occidental                 | 3–1        |
| 7 de juny de 2012      | Copa Mundial VIVA 2012 – Kurdistan             | Occitània              | Tamil Eelam                       | 7–0        |
| 6 de juny de 2012      | Copa Mundial VIVA 2012 – Kurdistan             | Kurdistan Iraquià      | Occitània                         | 1–0        |
| 5 de juny de 2012      | Copa Mundial VIVA 2012 – Kurdistan             | Occitània              | Sàhara Occidental                 | 6–2        |
| 30 de març de 2012     | Tolosa de Llenguadoc                           | Occitània              | Lapònia                           | 3–2        |
| 29 de desembre de 2011 | Fontès                                         | Occitània              | Cilento                           | 2–0        |
| 28 de maig de 2011     | Olargues                                       | Occitània              | Poble Gitano                      | 11–2       |
| 5 de juny de 2010      | Copa Mundial VIVA 2010 – Gozo                  | Occitània              | Dues Sicílies                     | 2–0        |
| 4 de juny de 2010      | Copa Mundial VIVA 2010 – Gozo                  | Occitània              | Kurdistan Iraquià                 | 1–2        |
| 2 de juny de 2010      | Copa Mundial VIVA 2010 – Gozo                  | Occitània              | Gozo                              | 5–0        |
| 1 de juny de 2010      | Copa Mundial VIVA 2010 – Gozo                  | Occitània              | Padània                           | 0–1        |
| 3 d'abril de 2010      | Tenda (Alps Marítims)                          | Occitània              | Mònaco                            | 5–1        |
| 26 de juny de 2009     | Copa Mundial VIVA 2009 – Padania               | Occitània              | Gozo                              | 2–1        |
| 22 de juny de 2009     | Copa Mundial Viva 2009 – Padània               | Occitània              | Padània                           | 0–1        |
| 8 de novembre de 2008  | Caraglio                                       | Occitània              | Mònaco                            | 2–2        |
| 5 de juny de 2008      | Europeada 2008 – Rètia                         | Occitània              | Tirol del Sud                     | 0–2        |
| 3 de juny de 2008      | Europeada 2008 – Rètia                         | Occitània              | Croats de Romania                 | 5–0        |
| 2 de juny de 2008      | Europeada 2008 – Rètia                         | Occitània              | Sòrabs de Lusàcia                 | 1–2        |
| 1 de juny de 2008      | Europeada 2008 – Rètia                         | Occitània              | Cimbris                           | 2–1        |
| 21 de novembre de 2006 | Copa Mundial VIVA 2006 – Occitània             | Occitània              | Mònaco                            | 2–3        |
| 20 de novembre de 2006 | Copa Mundial VIVA 2006 – Occitània             | Occitània              | Lapònia                           | 0–7        |
| 17 de desembre de 2005 | Monaco                                         | Occitània              | Mònaco                            | 1–2        |
| 3 de març de 2005      | Occitania                                      | Occitània              | Txetxènia                         | 14–0       |
| 12 de febrer de 2005   | Occitania                                      | Occitània              | Mònaco                            | 0–0        |